# Carte d'extension
Dans un ordinateur, une carte d’extension est un ensemble de composants placés sur un circuit imprimé qui est connectable à la carte mère via un bus informatique. Le but d’une carte d’extension est d’ajouter des capacités ou des fonctionnalités à un ordinateur.

## Les cartes d'extension les plus fréquentes
Parmi les cartes d’extension les plus courantes, on peut citer :
- carte graphique ;
- carte son ;
- carte réseau ;
- carte accélératrice ;
- carte PCI Wi-Fi
- carte d’acquisition.

## Les différents bus informatiques
Le bus informatique reliant la carte d’extension à la carte mère est généralement standardisé, de même que le connecteur d’extension (appelé slot en anglais, c’est un support physique reliant la carte d’extension à la carte mère). Quelques-uns des principaux standards de bus informatique qui se sont succédé (en proposant des débits de plus en plus importants) sont :
- Industry Standard Architecture (ISA), bus parallèle de 8 bits apparu en 1984 ;
- Micro Channel Architecture (MCA) ;
- Extended Industry Standard Architecture (EISA), apparu en 1988, extension à 16 bits du bus ISA ;
- Vesa Local Bus (VLB), apparu en 1992 ;
- Peripheral Component Interconnect (PCI), bus parallèle de 32 bits, apparu en 1994 ;
- PCI-X, extension à 64 bits de ce dernier (employé principalement sur les serveurs jusqu’à l’arrivée du PCIe) ;
- Accelerated Graphics Port (AGP), apparu en 1997 ;
- Peripheral Component Interconnect - Express (PCI Express abrégé PCIe), bus série, apparu en 2004.